# Lista ważona
Lista ważona to uniwersalna metoda zapisu, analizy i wizualizacji właściwości zbioru danych pozwalającą opisać i przedstawić w łatwo przyswajalnej formie (np. graficznej) nawet dość abstrakcyjne właściwości tego zbioru i wielu poszczególnych elementów z których się składa.
Praktyczne zastosowania listy ważonej spotyka się np. w analizie zawartości dokumentów, w prezentacji wyników wyszukiwania w internecie, w zadawaniu złożonych zapytań do systemu bibliotecznego, czy graficznej prezentacji wagi zadań do wykonania.

## Definicja
Lista ważona pozwala zapisać współzależności elementów zbioru. Może służyć też do prezentacji mierzalnych (ilościowych) metadanych poszczególnych elementów zbioru w celu zilustrowania właściwości tego zbioru i poszczególnych jego elementów. Lista ważona może być jednowymiarowa albo wielowymiarowa.

## Tworzenie listy ważonej
Listę ważoną uzyskuje się przypisując do każdego z elementów zbioru wagi (współczynniki). W przypadku zastosowania listy ważonej do wizualizacji właściwości zbioru, poszczególne wagi odpowiadają wartości metadanych każdego elementu. W przypadku wyszukiwania, czy analizy zawartości dokumentów wagi określają istotność danego elementu dla całego zapytania.
Wagi zwykle są normalizowane (standaryzowane) do określonego przedziału wynikającego np. z możliwości urządzenia lub medium wykorzystywanego do prezentacji (np. dostępna liczba kolorów, wielkość fontów, rozdzielczość ekranu lub obszaru prezentacji).

## Wizualizacja listy ważonej
W zastosowaniach prezentacyjnych elementy listy ważonej prezentowane są zwykle w określonym porządku wynikającym z wartości metadanych albo własności samych elementów (np. dla listy słów w porządku chronologicznym albo alfabetycznym) i w określonym układzie (np. jeden albo więcej elementów w wierszu).
Wizualizacja wag poszczególnych metadanych każdego elementu polega na odwzorowaniu ich za pomocą np. koloru, wielkości, kształtu i innych możliwości prezentacyjnych wykorzystywanego urządzenia lub medium. Elementy listy mogą być również opisane dodatkowymi znacznikami i opisami związanymi np. ze zmianami wartości metadanej albo samą jej wartością.
Metadane niemierzalne (jakościowe) albo mające postać macierzy mogą być przekształcane odpowiednio do postaci mierzalnej albo zagregowanej wartości wyrażonej liczbą rzeczywistą, całkowitą, albo naturalną.

## Przykłady
Firma 37signals.com w swojej aplikacji "Ta-da List", służącej do notowania zadań do realizacji, prezentuje listę, a w każdym jej wierszu grupę zadań. Liczba zadań w każdej grupie jest zilustrowana kropką, której wielkość jest wprost proporcjonalna do tej liczby. W tym przypadku elementami zbioru są grupy zadań, a metadanymi liczba zadań przypisana do poszczególnych grup.
Coraz częściej spotykanym przykładem wizualizacji listy ważonej jest chmura znaczników, która w najprostszej, jednowymiarowej formie jest prezentacją rozkładu liczby wystąpień słowa (tagu, znacznika) w badanej populacji stron internetowych. W tym przypadku elementami listy są słowa, a metadaną każdego słowa jest liczba jego wystąpień w ramach strony internetowej. Chmurę znaczników tego rodzaju spopularyzował serwis Flickr.
Przykładem wizualizacji listy ważonej dwuwymiarowej jest chmura znaczników wizualizująca oprócz rozkładu liczby wystąpień słowa także rozkład innych metadanych np. ostatniej daty publikacji artykułu z danym słowem. Przykłady takich chmur znaczników można znaleźć w serwisie Trendomierz.pl, który poza wartościami dwóch metadanych wizualizuje także dla niektórych słów trend zmian liczby wystąpień danego słowa (wzrost lub spadek wystąpień).
Innym ciekawym przykładem jest wyszukiwanie dokumentów najlepiej dopasowanych do zapytania zapisanego w formie listy ważonej składającej się ze słów, którym przypisano wagi w postaci liczb rzeczywistych z przedziału od -1 do +1. Waga ujemna oznacza, że szukany dokument nie powinien zawierać danego słowa, a waga dodatnia że powinien je zawierać. Odmianę tego rodzaju wyszukiwania wykorzystującego listę ważoną opatentowała firma IBM (United States Patent 7117434).

## Inspiracja
Lista ważona w swojej uniwersalnej postaci jest zainspirowana wykorzystaniem średniej ważonej i szeregu rozdzielczego. Korzystając ze średniej ważonej zauważono, że wprawdzie pozwala ona obiektywnie porównywać zbiory danych, lecz ze względu na duży stopień agregacji końcowego wyniku nie nadaje się do prezentacji i analizy współoddziaływań poszczególnych parametrów. Doprowadziło to do konkluzji, że aby zapobiec stratom informacji należy przedstawiać poszczególne wyniki cząstkowe dla każdego parametru. Taką metodę prezentacji zaproponowano między innymi w 1972 roku w amerykańskim Battelle Memorial Institute dla prezentacji i oceny oddziaływania rozmaitych czynników na środowisko naturalne w różnych lokalizacjach geograficznych.